# Schoonspringen op de Olympische Zomerspelen 2020 – driemeterplank synchroon mannen
Het synchroonspringen voor mannen vanaf de driemeterplank op de Olympische Zomerspelen 2020 vond plaats op 28 juli 2021. Acht teams van twee schoonspringers kwamen in actie in een directe finale. Regerend olympisch kampioenen waren de Britten Chris Mears en Jack Laugher, ze werden opgevolgd door de Chinezen Wang Zongyuan en Xie Siyi.

## Uitslag
| Rang   | Namen                             | Land | Sprongen | Sprongen | Sprongen | Sprongen | Sprongen | Sprongen | Totaal |
| Rang   | Namen                             | Land | 1        | 2        | 3        | 4        | 5        | 6        | Totaal |
| ------ | --------------------------------- | ---- | -------- | -------- | -------- | -------- | -------- | -------- | ------ |
| Goud   | Wang Zongyuan Xie Siyi            | CHN  | 55.80    | 57.60    | 86.70    | 90.78    | 77.76    | 99.18    | 467.82 |
| Zilver | Andrew Capobianco Michael Hixon   | USA  | 49.20    | 49.80    | 83.64    | 86.10    | 86.70    | 88.92    | 444.36 |
| Brons  | Patrick Hausding Lars Rüdiger     | GER  | 50.40    | 51.60    | 75.48    | 70.35    | 71.40    | 85.50    | 404.73 |
| 4      | Yahel Castillo Juan Celaya        | MEX  | 48.60    | 49.80    | 78.54    | 79.56    | 77.52    | 66.12    | 400.14 |
| 5      | Sho Sakai Ken Terauchi            | JPN  | 51.60    | 51.60    | 74.70    | 69.30    | 71.40    | 75.33    | 393.93 |
| 6      | Lorenzo Marsaglia Giovanni Tocci  | ITA  | 49.20    | 49.20    | 73.47    | 80.58    | 67.26    | 68.34    | 388.05 |
| 7      | Jack Laugher Daniel Goodfellow    | GBR  | 47.40    | 51.00    | 63.24    | 67.20    | 62.70    | 91.26    | 382.80 |
| 8      | Evgeny Kuznetsov Nikita Shleikher | ROC  | 51.00    | 51.60    | 74.46    | 82.62    | 71.40    | 0.00     | 331.08 |